# Aratuba
Aratuba is een gemeente in de Braziliaanse deelstaat Ceará. De gemeente telt 12.478 inwoners (schatting 2009).
De gemeente grenst aan Mulungu, Capistrano, Itapiúna en Canindé.